# Araujia brachystephana
Araujia brachystephana är en oleanderväxtart som först beskrevs av August Heinrich Rudolf Grisebach, och fick sitt nu gällande namn av Fontella och Goyder. Araujia brachystephana ingår i släktet Araujia och familjen oleanderväxter. Inga underarter finns listade i Catalogue of Life.